# Murder à la Mod
Murder à la Mod è un film del 1968 scritto e diretto da Brian De Palma, alla sua prima regia di un lungometraggio.